# CTV Zeeland
CTV Zeeland was een in 1992 opgerichte commerciële regionale televisiezender voor de provincie Zeeland.
Tot september 2011 had de zender de naam Maximaal TV en was gevestigd in Heinkenszand. Na september 2011 is de zender naar bioscoop Cinecity in Vlissingen verhuisd en is de naam gewijzigd in CTV Zeeland. De volledige naam van CTV Zeeland is Commerciële TV Zeeland. 
De zender zond 24 uur per dag regionaal nieuws, sport, magazines en gesponsorde programma's uit in blokken van een of twee uur, die worden aangevuld met een kabelkrantprogramma. De zender was te ontvangen via Delta Digitale TV kanaal 22 en via internet. Voorheen was de zender ook analoog te ontvangen.